# Oxytropis chionophylla
Oxytropis chionophylla är en ärtväxtart som beskrevs av Alexander Gustav von Schrenk. Oxytropis chionophylla ingår i släktet klovedlar, och familjen ärtväxter. Inga underarter finns listade i Catalogue of Life.